# Helmut Ludwig
Helmut Ludwig (* 6. März 1930 in Marburg/Lahn; † 3. Januar 1999 in Niederaula; Pseudonym: Harro Lutz) war ein deutscher protestantischer Geistlicher und Schriftsteller.

## Leben
Helmut Ludwig war anfangs in der diakonischen Jugendarbeit tätig und leitete ein Heim im Diakoniezentrum Hephata. 1965 wurde er ordiniert. Anschließend war er Vikar in Baunatal-Rengershausen, und schließlich wirkte er bis zu seiner Pensionierung im Jahre 1983 als Pfarrer in Hohenroda-Ransbach. Danach lebte er in Niederaula. Ludwig, der auch in der evangelischen Pressearbeit und im Pfarrerverein aktiv war, unternahm zahlreiche Reisen ins europäische Ausland und nach Afrika. Ludwig war seit 1956 verheiratet und hatte zwei Töchter.
Helmut Ludwig veröffentlichte neben theologischen Schriften zahlreiche Erzählungen für Jugendliche und Erwachsene sowie Reiseberichte.

## Werke
- Ralf reißt aus, Wuppertal 1953
- Der Fall RO 130007, Wuppertal 1956
- Ingo alarmiert die Stadt, Kassel 1957
- Überfall in Spanien, München 1957
- Peter wird geschnappt, Kassel 1958
- Tolle Nacht und tote Gleise, Stuttgart 1958
- Der Auftrag, Bielefeld 1959
- Blinder Haß – geheime Fäden, Kassel 1959
- Kirchenraub in Waldenburg, Wuppertal 1959
- Stimmen in der Nacht. Der namenlose Jimmy, Bielefeld 1959
- Ein Tag sagt es dem andern, Lahr-Dinglingen (Baden) 1959
- Werner brennt durch, Lahr-Dinglingen (Baden) 1959
- Es geschah in dunkler Nacht, Lahr-Dinglingen (Baden) 1961
- Im Bann der Wahrsage, Lahr-Dinglingen (Baden) 1961
- Goldrausch am Sakramento, Wuppertal 1962 (unter dem Namen Harro Lutz)
- Start der gelben Pfeile, Wuppertal 1962
- Abenteuer in Gottes Hand, Stuttgart 1963
- Das Geheimnis der korsischen Macchia, Wuppertal 1963
- Da hilft nur Liebe, Stuttgart 1964
- Die Welt horcht auf, Lahr-Dinglingen (Baden) 1964
- Ärger mit dem neunten Namen, Metzingen/Württ. 1965
- Albrecht Dürer, Gießen [u. a.] 1965
- Bewährung, Lahr-Dinglingen (Baden) 1966
- Johannes Kuhlo, Gießen [u. a.] 1966
- Moscheen, Zelte, Karawanen, Gießen [u. a.] 1966
- Notiert in Israel, Stuttgart 1966
- Signale der Liebe, Gießen [u. a.] 1968
- Ehe sie rufen, will ich antworten, Lahr-Dinglingen (Baden) 1969
- Die verlorene Kamera, Kassel 1969
- 1 mal Hölle und zurück, Gießen [u. a.] 1970
- Notiert in Kenia, Stuttgart 1970
- Panik in der City, Wuppertal 1971
- Der Tankstellenüberfall, Wuppertal 1972
- Großalarm am Flughafen, Wuppertal 1973
- Das Attentat, Wuppertal 1974
- 1:0 für Gott, Gießen [u. a.] 1974 (zusammen mit Dieter Velten)
- Die Bombenerpressung, Gießen [u. a.] 1975
- Gefahr im Zirkus, Wuppertal 1975
- Die verschwundene Predigt, Konstanz 1975
- Akzente im Alltag, Wuppertal 1976
- Kampf um den Südpol, Wuppertal 1976
- Kurzweilig und heiter, Konstanz 1976
- Rede Herr, ich höre, Berlin 1976
- Sprung über den Schatten, Gießen [u. a.] 1976
- Abenteuer an der Elfenbeinküste und andere Geschichten, Wuppertal 1977
- Dunkle Nacht, geheime Fäden, Stuttgart 1978
- Schmunzelnd berichtet, Konstanz 1978
- Das Segel ist die Liebe, Berlin 1978 (zusammen mit Karin Ludwig)
- Abenteuer auf Sizilien, Stuttgart 1979
- Leben, Lieben und Leiden, Wuppertal 1979
- Überfall im Zeltlager, Wuppertal 1979
- Du kannst dich nicht entschuldigen, Berlin 1980
- In den Händen der Banditos, Wuppertal 1980
- Karin, Claudia und das fidele Pfarrhaus, Konstanz 1980
- Der Vermummte von Sartène, Stuttgart 1980
- Der Bombenalarm, Wuppertal 1981
- Licht und Schatten = Leben, Wuppertal 1981
- Vincent, der Maler, Wuppertal 1981
- Der Mann mit dem schwarzen Koffer, Wuppertal 1982
- Wo steckt Ibo?, Stuttgart 1982
- Abenteuer auf Elba oder Markus ist nicht auf den Mund gefallen, Wuppertal 1983
- Menschenkinder, Gotteskinder, Berlin 1983
- Der geheimnisvolle Blinde, Wuppertal 1984
- Rebellen, Christen und Taifune, Stuttgart 1985
- Signale und Grenzfälle, Konstanz 1985
- Die Spur führt in den Steinbruch, Wuppertal 1985
- Danke, Stuttgart 1986
- Die schwarze Hand läßt grüßen, Stuttgart 1986
- Unter Gottes Regenbogen, Konstanz 1986
- Aufatmen, Berlin 1987
- Notlandung für Flug 4325, Stuttgart 1987
- Das schneeweiße Beffchen, Konstanz 1987
- Bitte, Stuttgart 1988 (zusammen mit Claudia Ludwig)
- Die Himmel erzählen die Ehre Gottes, Stuttgart 1988 (zusammen mit Ullrich-Jürgen Schönlein)
- Achsenbruch in der Sierra Nevada, Lahr-Dinglingen 1989
- Gottes weite Welt, Stuttgart 1989
- In Hoffnung geboren, Stuttgart 1989
- Liebe, Licht und Leben, Gießen [u. a.] 1989
- Mancher gibt sich viele Müh mit dem lieben Federvieh und andere neue Geschichten rund um den Kirchturm, Konstanz 1989
- O dieser Mario!, Stuttgart 1989
- "Lachen hat seine Zeit ...", Lahr-Dinglingen 1990
- Erlebte Stille, Lahr-Dinglingen 1991
- Die Weihnachtspalme, Stuttgart 1991
- Wer zuletzt lacht, lacht am schönsten, Konstanz 1991
- Wie die Vögel unter dem Himmel, Stuttgart 1991
- Der geheimnisvolle Blinde und andere Erzählungen, Leipzig [u. a.] 1992
- Gott ist mit uns am Abend und am Morgen, Lahr 1993
- Nun zündet alle Kerzen an, Stuttgart 1993
- Die Vitamine, bitte, in den Pudding, Lahr 1993
- Wie die Lilien auf dem Felde, Stuttgart 1993
- Das Wunder unter dem Mangobaum, Stuttgart 1993
- Dankbarkeit, Wuppertal [u. a.] 1994
- Tag der Liebe und Dankbarkeit, Wuppertal [u. a.] 1994
- Und der Himmel lacht dazu, Stuttgart 1995
- Didier schreibt an das Christkind, Lahr 1997
- Gottes Güte reicht, so weit der Himmel ist, Birnbach 1998
- Kinder unserer Welt, Neukirchen-Vluyn 1998

## Herausgeberschaft
- Signale im Alltag, Wuppertal
  - 1 (1963)
  - 2 (1964)
- Abend und Morgen, Kassel 1965
- Bunte Bänder, Berlin 1974
- Zeit zum Lachen, Zeit zum Weinen, Berlin 1974
- Sommer und Winter, Tag und Nacht, Berlin 1976
- Im Jahresring der Freude, Berlin 1977
- Eine geballte Ladung Minikrimis, Heilbronn 1987
- Mensch, was bist du für ein Schlingel, Heilbronn 1987
- Gebete zum Leben, München 1988
- Großer Gott, wir loben Dich, Stuttgart 1990
- Nichts geht über Großpapa, Heilbronn 1991
- Pfarrer sind auch nur Menschen, Heilbronn 1992
- Du läßt mich nicht allein, München 1993